# Willis Tower
41°52′44″B 87°38′9″Đ / 41,87889°B 87,63583°Đ
Willis Tower, hay Tháp Willis, trước kia là Sears Tower, là một nhà chọc trời ở Chicago, Illinois. Tháp Willis (Willis Tower) là tòa nhà cao nhất ở Hoa Kỳ kể từ năm 1973, qua mặt tháp đôi World Trade Center, và tòa tháp đôi này đã qua mặt tòa nhà Empire State chỉ một năm trước đó. Bằng nhiều cách đo khác (chiều cao chính thức, chiều cao nóc và số lượng tầng có người làm việc trong đó), Tháp Willis vẫn luôn cao hơn cặp tháp đôi World Trade Center. Được ủy thác bởi Sears, Roebuck and Company, tháp này đã được thiết kế bởi chính kiến trúc sư Bruce Graham và các kỹ sư kết cấu Srinivasa và Fazlur Khan của công ty Skidmore, Owings and Merrill.
Việc xây dựng đã được bắt đầu vào tháng 8 năm 1970 và tòa nhà đã đạt được chiều cao tối đa dự tính ban đầu vào ngày 3 tháng 5 năm 1973. Khi hoàn thành, Tháp Willis vượt qua chiều cao nóc nhà của World Trade Center ở New York để trở thành tòa nhà cao nhất thế giới. Tòa tháp này có 108 tầng theo các đếm tiêu chuẩn, dù chủ tháp đếm cả nóc chính là tầng thứ 109 và penthouse cơ khí là tầng thứ 110. Khoảng cách đến nóc tòa tháp là 442 m tính từ cửa vào phía Đông.
Tháng 2 năm 1982, hai ăng ten ti vi đã được lắp thêm vào kết cấu này, làm tăng tổng chiều cao của tháp lên 520 m. Ăng ten phía Tây sau này được kéo ra đến độ cao 524,5m vào ngày 5 tháng 6 năm 2000 để tăng khả năng tiếp nhận trạm NBC địa phương WMAQ-TV.
Tháp được đổi tên thành Willis Tower vào tháng 7 năm 2009.
 Tư liệu liên quan tới Willis Tower tại Wikimedia Commons